# 中島村立吉子川小学校
中島村立吉子川小学校（なかじまそんりつよしこがわしょうがっこう）は、福島県西白河郡中島村にある村立小学校である。

## 概要
- 教育目標は、「あかるく たくましい子ども」「やさしく おもいやりがある子ども」「めあてをもって がんばる子ども」である。
- 学校の象徴的な花はあやめ。教育目標の3つの頭文字だけをつなげると「あやめ」になる。
- 校舎は、木造1階建てが1棟、コンクリート造2階建てが1棟、体育館が1棟。

## 沿革
- 1874年（明治7年）8月[1] - 前身の川原田小学校が創立。
- 1889年（明治22年）- 吉岡村・川原田村・二子塚村が合併し、吉子川村となったことから、名称を吉子川小学校に変更する。
- 1890年（明治23年） - 吉子川尋常小学校と改称[1]。
- 1947年（昭和22年）- 学制改革により、吉子川村立吉子川小学校と改称[1]。
- 1955年（昭和30年）1月1日 - 合併による中島村発足により、中島村立吉子川小学校と改称。
- 1969年（昭和44年）- 学校給食開始。
- 1987年（昭和62年）- 第15回マーチングバンド・バトントワリング全国大会出場(於日本武道館)。
- 2006年（平成18年）- 第35回マーチングバンド・バトントワリング東北大会推薦。第25回全日本小学校バンドフェスティバル東北大会推薦。
- 2007年（平成19年）- 第36回マーチングバンド・バトントワリング東北大会推薦。
- 2008年（平成20年）- 第37回マーチングバンド・バトントワリング東北大会推薦(於仙台市グランディ21ホットハウススーパーアリーナ)。第27回全日本小学校バンドフェスティバル東北大会・第21回全日本マーチングコンテスト東北大会推薦(於山形県総合運動公園体育館)。第27回全日本小学校バンドフェスティバル【銀賞】(於幕張メッセ)。東京ディズニーランドパレード参加。
- 2009年（平成21年）- 第38回マーチングバンド・バトントワリング東北大会推薦。
- 2010年（平成22年）- マーチングバンド廃部。
- 2011年（平成23年）- 東日本大震災、及び福島第一原子力発電所事故。
- 2024年（令和6年）8月31日 - 創立150周年記念式典挙行し、記念行事開催。

## 年間行事
- 4月：着任式、1学期始業式、入学式、第1回授業参観。
- 5月：1年生を迎える会、4年生校外学習、第1回環境整備、運動会、交通安全鼓笛パレード。
- 6月：異文化体験学習。
- 7月：1学期終業式。
- 8月：2学期始業式、水泳記録会。
- 9月：第2回授業参観。西白河小学校陸上競技大会。
- 10月：中島村スポーツフェスティバル(マラソン大会)、校内あやめ発表会。
- 11月：第3回授業参観。
- 12月：中島幼稚園年長児小学校見学、1・2年生校外学習、2学期終業式。
- 1月：3学期始業式。
- 2月：校内豆まき、なわとび記録会、中学校体験入学、第4回授業参観、登校班引継式。
- 3月：6年生を送る会、修了式、卒業式、離任式。

## 周辺施設
- （株）近藤リステック - 校地東側に敷地が隣接。
- 八代精肉店
- 吉子川簡易郵便局
- 来迎寺

## 交通アクセス
- 福島交通バス「新白河石川線」で、「刈敷坂」停留所（白河市）より、
  - のりば1（「7-1」系統・石川行、「10-1」系統・棚倉営業所行）から、徒歩約1.7km弱・約25分。
  - のりば2（「48-1」系統・白河駅前経由新白河駅行）のりばから、徒歩約1.7km弱・約25分。
- JR東日本
  - 東北本線
    - 矢吹駅から、車で約10.2km・約20分。
    - 白河駅より、
      - 上述の福島交通バスに乗車し25分、「刈敷坂」停留所下車後、徒歩。
      - 車で約14.6km・約29分。

  - 東北新幹線新白河駅より、
    - 上述の福島交通バスに乗車し35分、「刈敷坂」停留所下車後、徒歩。
    - 車で約17.1km・約34分。
- あぶくま高原道路矢吹中央ICから、車で約7.8km・約15分。
- 東北自動車道矢吹ICから、車で約11.7km・約23分。

## 主な進学先
- 中島村立中島中学校
- 学校法人石川義塾中学校

## 関係する著名人
- 酒井俊幸(東洋大学陸上競技部駅伝監督) - 学法石川高校陸上競技部顧問時、校内マラソン大会にて先導等を担当。